# Саккетти, Джулио Чезаре
Джулио Чезаре Саккетти (итал. Giulio Cesare Sacchetti; 17 декабря 1587, Рим, Папская область — 28 июня 1663, там же) — итальянский куриальный кардинал и папский дипломат. Епископ Гравины с 4 декабря 1623 по 17 марта 1626. Апостольский нунций в Испании с 27 января 1624 по 30 мая 1626. Епископ Фано с 17 марта 1626 по 16 сентября 1635. Папский легат в Ферраре с 8 марта 1627 по 1 июля 1631. Апостольский легат в Болонье с 11 июля 1637 по 21 мая 1640.
Префект Трибунала Апостольской Сигнатуры с 22 июня 1640 по 10 октября 1645. Камерленго Священной Коллегии кардиналов с 7 января 1641 по 13 января 1642. Префект Священной Конгрегации обрядов с 1 июня 1655 по 28 июня 1663. Префект Священной Конгрегации собора с 28 июля 1661 по 28 июня 1663. Кардинал-священник с 19 января 1626, с титулом церкви Санта-Сузанна со 2 декабря 1626 по 29 апреля 1652. Кардинал-священник с титулом церкви Санта-Мария-ин-Трастевере с 29 апреля по 23 сентября 1652. Кардинал-епископ Фраскати с 23 сентября 1652 по 11 октября 1655. Кардинал-епископ Сабины с 11 октября 1655 по 28 июня 1663.